# ماریا دنیس
ماریا دنیس (ایتالیایی: María Denis؛ ‏ ۲۲ نوامبر ۱۹۱۶ – ۱۵ آوریل ۲۰۰۴) هنرپیشه اهل ایتالیا بود. از فیلم‌هایی که وی در آن نقش داشته‌است، می‌توان به ۱۸۶۰، بله، مادام، همسریاب و خداحافظ جوانی اشاره کرد.